# Brad Rader
Brad Rader, all'anagrafe Bradley Charles Rader (Anchorage, 1959), è un fumettista e sceneggiatore statunitense talvolta firmatosi come Raider.

## Biografia
Nato e cresciuto a Anchorage, in Alaska, Rader ha coltivato il sogno di diventare un fumettista fin da quando aveva dodici anni e, dopo aver frequentato la Art Center College of Design di Pasadena (California), si diploma come illustratore. Molti dei suoi lavori risalenti all'età giovanile sono stati distrutti dall'artista nel timore che ne rivelassero l'orientamento sessuale. Dopo aver fatto coming out, Radner inizia a vendere i suoi servizi a varie riviste erotiche omosessuali, tra le quali True Adult Fantasy, ottenendo un discreto successo di pubblico e critica.
Nel 1984 entra nell'industria dell'animazione realizzando storyboard per serie televisive come: Iridella, The Littles, The Real Ghostbusters, Alf, Alftails, I Simpson, Batman, Biker Mice da Marte, Gargoyles - Il risveglio degli eroi, Men in Black, La leggenda di Tarzan, Atlantis - L'impero perduto, Spider-Man: The Animated Series, Roswell Conspiracies, Stripperella e King of the Hill.
Nel 1999 vince un Premio Emmy per il suo lavoro di storyboarder nella serie animata di Spawn, ed ottiene una cattedra presso l'Art Center College of Design.
Parallelamente si fa strada anche in campo fumettistico, illustrando varie storie di Batman e Catwoman per la DC Comics, The Mark per la Dark Horse Comics, Fused per la Image Comics, Tex per la Atomic Basement e Fogtown per la Vertigo.
Attualmente vive e lavora a Los Angeles.